# Burghammer

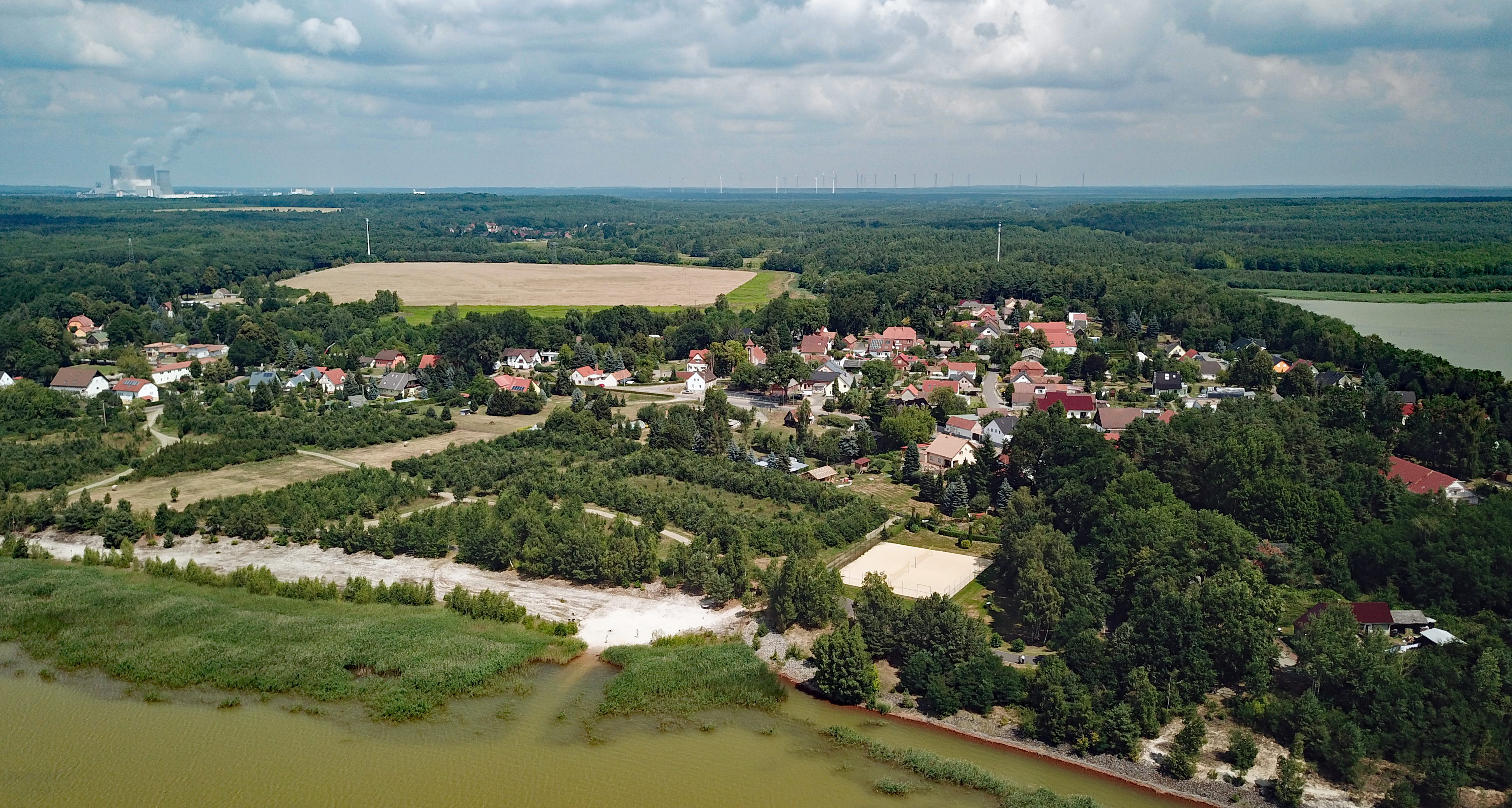
Luftbild

Burghammer, obersorbisch Bórkhamor, ist ein Ortsteil der Gemeinde Spreetal im Landkreis Bautzen in Sachsen. Wie die umliegenden Ortschaften gehört auch Burghammer zum sorbischen Siedlungsgebiet in der Oberlausitz.

## Geographie

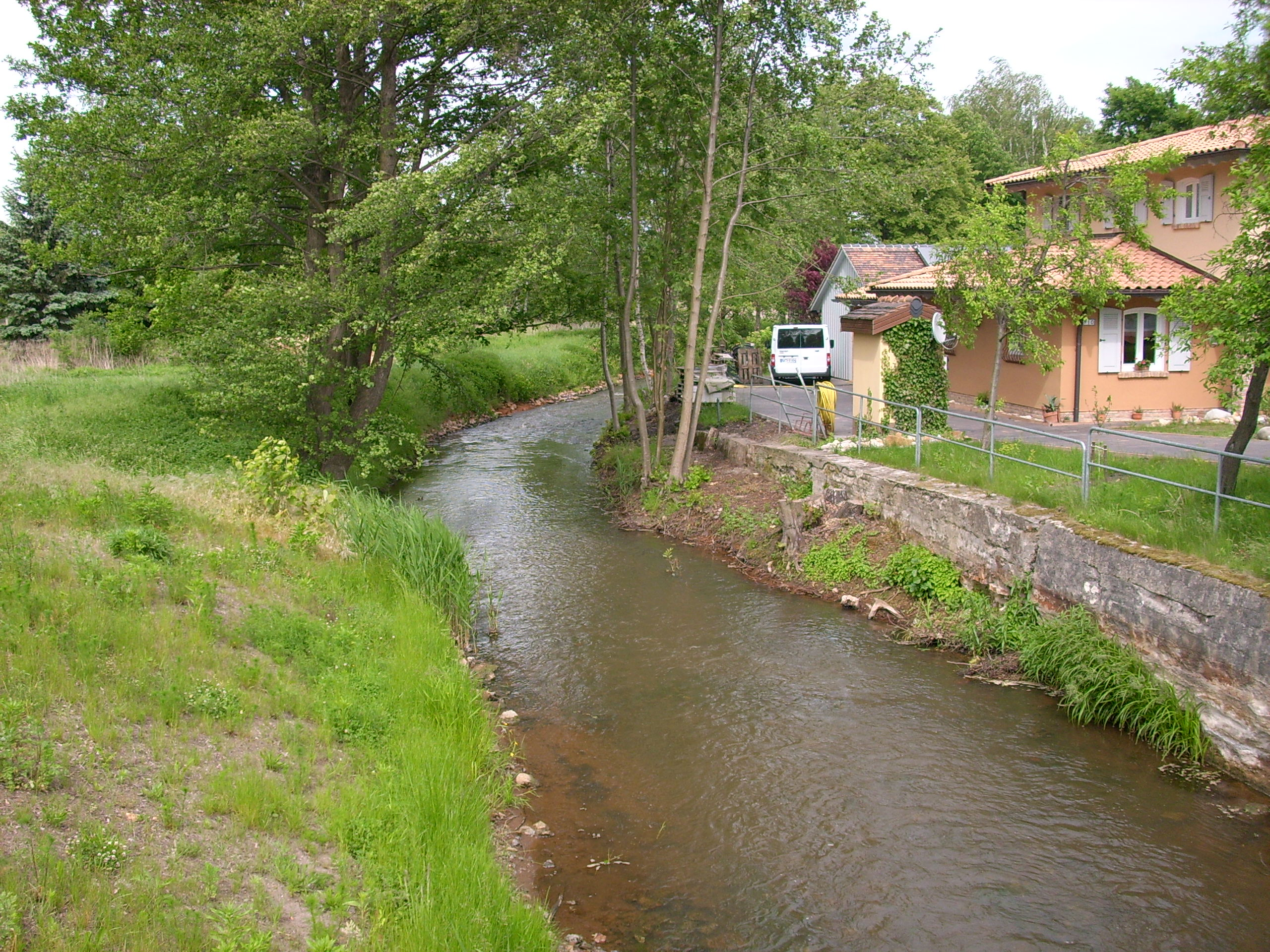
Die Kleine Spree in Burghammer

Burghammer liegt an der alten Straße von Spremberg nach Hoyerswerda zwischen Burgneudorf und Burg. Südlich des Dorfes befindet sich der Bernsteinsee, der durch Flutung des ausgekohlten Tagebaus Burghammer entstand. Durch den Ort fließt die Kleine Spree aus Burg kommend in Richtung Burgneudorf.

## Geschichte

### Ortsgeschichte
Burghammer wurde erstmals 1596 als Hammerwerk zum Burgk in einer Urkunde der Herrschaft Hoyerswerda erwähnt. Das Hammerwerk konnte auf drei günstige Standortfaktoren zurückgreifen: In der näheren Umgebung gab es größere Raseneisensteinvorkommen, in den umliegenden Wäldern war genügend Holz zur Holzkohleverkokung vorhanden, um die nötige Hitze zu erzeugen, und die Wasserkraft der Kleinen Spree war ausreichend, um den Hammer anzutreiben.
Gegen Ende des 18. Jahrhunderts wurden ein Schul- und ein Bethaus eingeweiht. 1864 wurde eine Sonntagsschule für Arbeiter des Hammerwerkes eröffnet.
Im Jahr 1897 wurde die Freiwillige Feuerwehr Burghammer und 1903 ein Feuerwehrmusikkorps gegründet. In dieser Zeit wurde unter anderem ein Feuerwachturm errichtet, der auch als Aussichtsturm genutzt wurde.

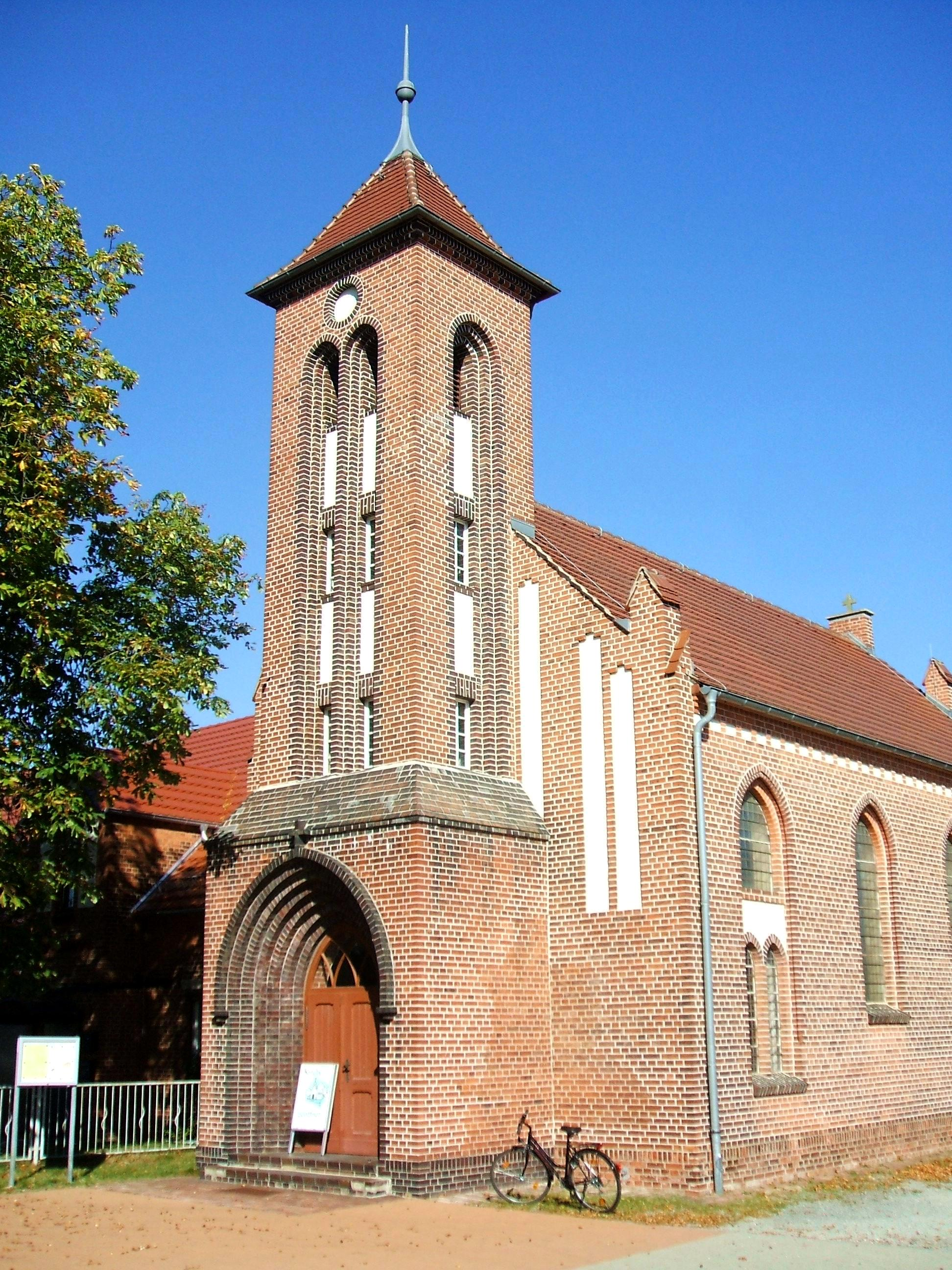
Kirche in Burghammer

Ab 1936 wurde ein Kirchturm gebaut, der 1939 geweiht und mit einer zweiten Glocke ausgestattet wurde. Der zu dieser Zeit größere Nachbarort Neudorf wurde 1938 nach Burghammer eingemeindet. Während der Kriegsjahre war in Burghammer ein Gefangenenlager stationiert, in dem hauptsächlich Franzosen, Russen und Engländer untergebracht waren.
Nach dem Krieg kam die Gemeinde mit den restlichen Orten des Landkreises Hoyerswerda wieder zum Land Sachsen, wurde jedoch durch die Verwaltungsreform von 1952 mit dem verkleinerten Kreis Hoyerswerda dem eher brandenburgischen Bezirk Cottbus angeschlossen.

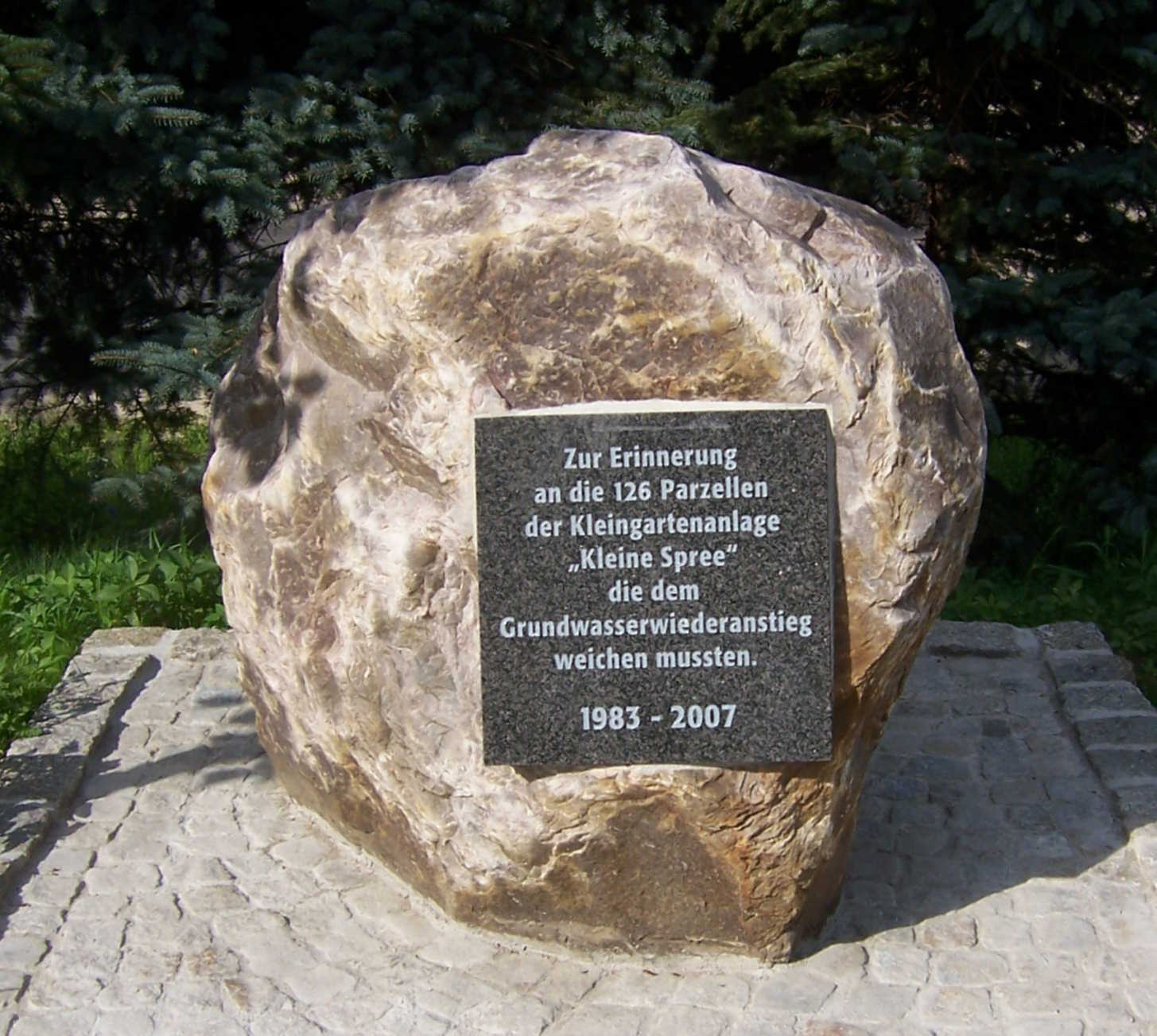
Gedenkstein an die aufgegebenen Kleingärten

Einen deutlichen Wandel erfuhr Burghammer im Jahr 1955 durch den Aufschluss des Tagebaus Burghammer, in dem bis 1973 Braunkohle gefördert wurde. Ebenfalls 1973 wurde im relativ zentral gelegenen Ort Burgneudorf ein neuer Schulkomplex eröffnet.
Nach der Wende wurde zum 1. Januar 1994 der namensgebende Nachbarort Burg eingemeindet, wodurch sich die Anzahl der Gemeinden im heutigen Gemeindegebiet Spreetals auf drei reduzierte: Burghammer, Neustadt und Spreewitz. Diese Gemeinden bildeten die Verwaltungsgemeinschaft Burgneudorf (später Verwaltungsverband Burgneudorf), aus der schließlich am 1. Januar 1996 die Gemeinde Spreetal hervorging.
Durch die Flutung der ehemaligen Tagebaue Scheibe, Burghammer und Spreetal und dem damit verbundenen Stopp der Entwässerung kam es zu einem Grundwasserwiederanstieg. Dieser erfolgte im gesamten Gemeindegebiet schneller und fiel höher als erwartet aus. Im Jahr 2007 musste die 1982 gegründete Kleingartenanlage aufgegeben werden, und in den niedriger gelegenen Dorfteilen Burghammers wurden 2008 erste Häuser angehoben.

### Bevölkerungsentwicklung
| Jahr                            | Einwohner |
| ------------------------------- | --------- |
| 1825                            | 154       |
| 1871                            | 272       |
| 1885                            | 318       |
| 1905                            | 432       |
| 1925                            | 385       |
| 1939                            | 1026      |
| 1946                            | 941       |
| 1950                            | 966       |
| 1964                            | 1658      |
| 1990                            | 945       |
| 1995                            | 1256      |
| 2009                            | 237       |
| kursiv: Gemeinde mit Ortsteilen |           |

Gegen Ende des 18. Jahrhunderts lebten in Burghammer 14 Häuslerfamilien, die ihren Lebensunterhalt vor allem durch Arbeit im Hammerwerk bestritten.
Im 19. Jahrhundert stieg die Einwohnerzahl rasch an, so dass sie sich innerhalb von 80 Jahren von 154 im Jahr 1825 auf 432 im Jahr 1905 fast verdreifachte. Dem folgte ein Bevölkerungsrückgang, so dass 1925 noch 385 Einwohner verzeichnet wurden, während sich im gleichen Zeitraum die Einwohnerzahl Burgneudorfs von 306 auf 703 mehr als verdoppelte. Durch die Eingemeindung Burgneudorfs stieg die Einwohnerzahl der Gemeinde Burghammer erstmals über 1000, wobei auch 1939 die Einwohnerzahl gegenüber 1925 leicht rückläufig war.
Nach dem Zweiten Weltkrieg lebten in der Gemeinde etwas weniger als 1000 Einwohner, die Zahl stieg durch den Arbeiterbedarf des Tagebaus jedoch wieder, so dass Mitte der sechziger Jahre fast 1700 Einwohner gezählt wurden. Stärker als im DDR-Durchschnitt sank die Zahl der Einwohner in der Folgezeit, so dass sie 1990 nur noch bei 950 lag. Durch die Eingemeindung von Burg stieg die Einwohnerzahl der Gemeinde wieder über 1000.
Trotz eines leichten Rückgangs der Einwohnerzahlen waren 1121 Einwohner mit Hauptwohnsitz in den vier ehemaligen Burghammer Ortsteilen (Burg, Burghammer, Burgneudorf und Spreetal) zum 31. Dezember 2008 gemeldet.
Die Bevölkerung war ursprünglich rein sorbisch, erst im 19. und im frühen 20. Jahrhundert setzte eine Germanisierung ein. Noch in der ersten Hälfte der 1880er Jahre zählte der sorbische Wissenschaftler Arnošt Muka im eigentlichen Dorf unter den 173 Einwohnern lediglich 6 Deutsche, was einem sorbischen Bevölkerungsanteil von 96,5 % entspricht. In der Kolonie waren zu dieser Zeit die deutschen Arbeiter bereits in der Mehrzahl, so dass Muka unter den 161 Einwohnern nur 67 Sorben (41,6 %) zählte. Bis 1956 sinkt der Anteil laut Ernst Tschernik weiter auf nur noch 13,3 %.

### Ortsname

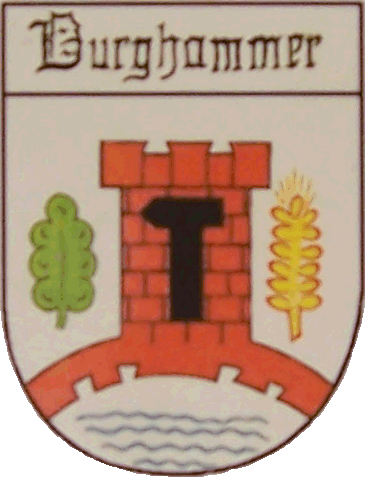
Wappen Burghammers

Der Ortsname gibt das wieder, was der Ort ursprünglich war – ein Hammerwerk bei Burg, wobei der Ortsname von Burg selbst eine Entlehnung aus dem Sorbischen darstellt. Urkundlich erwähnt wurden 1596 das Hammerwerk zum Burgk, 1658 die Burker Hammersleuthe und 1732 der Burcker Hammer. Daraus entwickelte sich 1791 Burckhammer bey Burgk und schließlich 1800 Burghammer.
Der sorbische Ortsname Bórkhamor entspricht dem deutschen, wobei bórk- ein Kiefernwäldchen bezeichnet. Mit hamor ist der sorbische Begriff für einen Eisenhammer, in Namen taucht er unter anderem bei den sorbischen Namen von Boxberg, Hamor, und Neuhammer bei Rietschen, Nowy Hamor, auf.